# La Luz (Panindícuaro)
La Luz es una pequeña localidad rural del municipio de Panindícuaro, en el estado de Michoacán, México.
Está localizada en la ubicación 19°58′50″N 101°39′19″O / 19.980556, -101.655278 a una altitud de unos 2000 m s. n. m.
Según el censo de 2020, la localidad tenía una población de 1062 habitantes. Con una superficie de 0.4042 km², la densidad poblacional era de 2627 hab/km².
La población de La Luz está mayoritariamente alfabetizada (al 2020, solo el 12.05% de la población era analfabeta), con un grado de escolaridad en torno a los 6 años.
En 2010 la localidad estaba clasificada como una localidad de nivel medio de vulnerabilidad social.